# Nara (prefectuur)

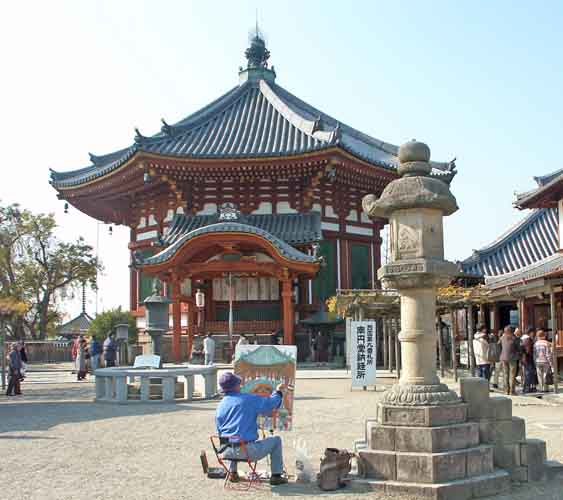
Kofuku-ji, een Boeddhistische tempel in Nara.

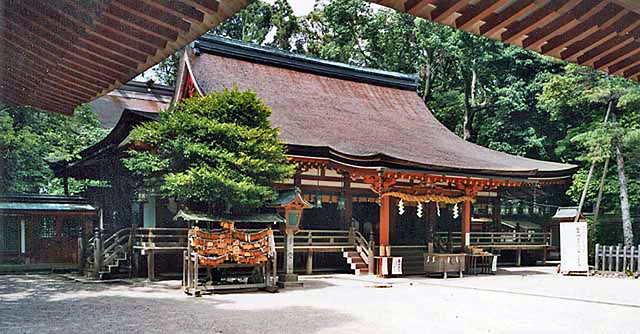
Isonokami Jingu, een shintoschrijn in Tenri.

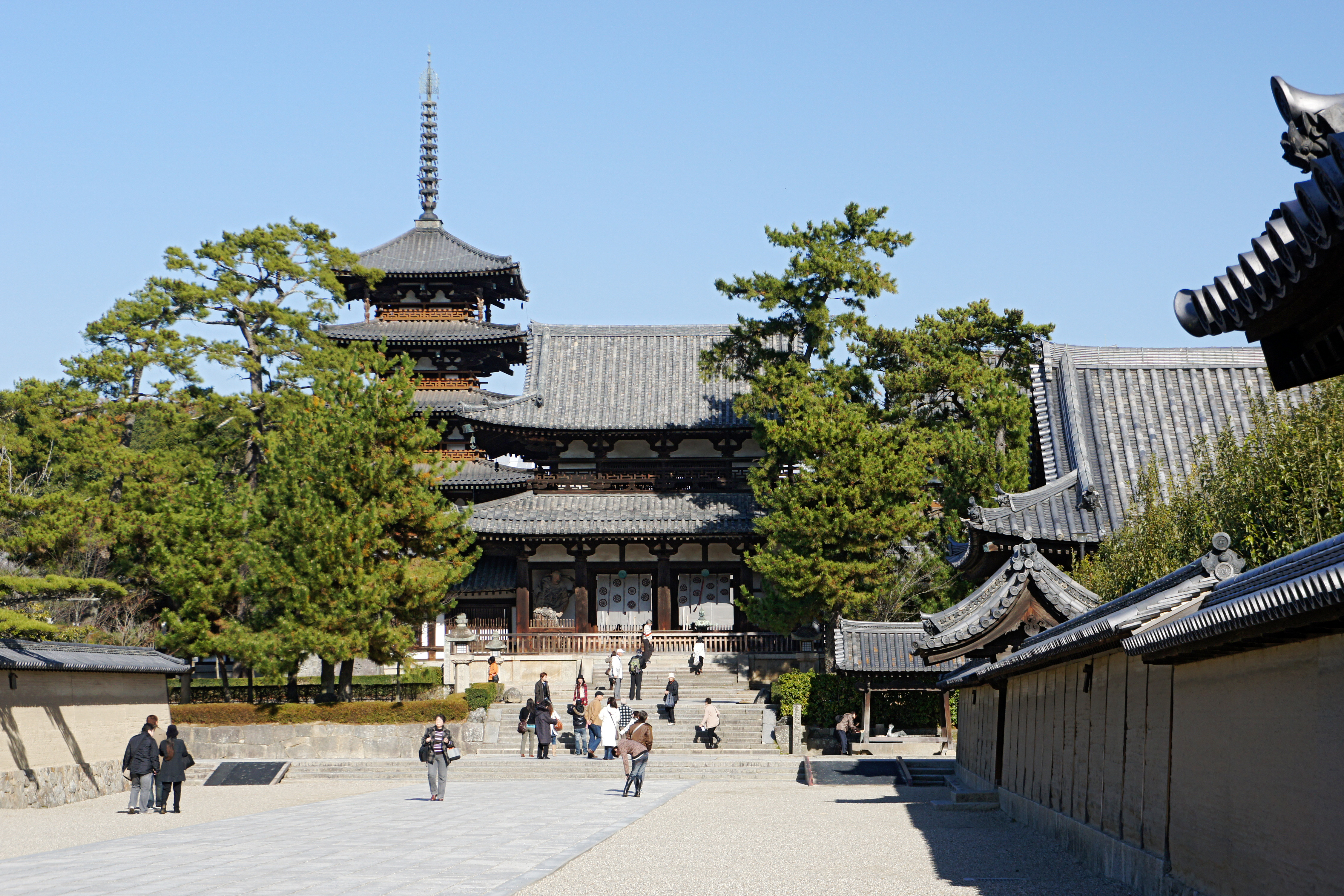
Horyu-ji, een Boeddhistische tempel in Ikaruga.

De prefectuur Nara (Japans: 奈良県, Nara-ken) is een Japanse prefectuur in de regio Kansai in Honshu. Nara heeft een oppervlakte van 3691,09 km² en had op 1 maart 2008 een bevolking van ongeveer 1.408.524 inwoners. De hoofdstad is de stad Nara.

## Geografie
De prefectuur Nara wordt in het westen begrensd door de prefecturen Wakayama en Osaka, in het noorden door de prefectuur Kioto en in het oosten door de prefectuur Mie.
De administratieve onderverdeling is als volgt :

### Zelfstandige steden (市) shi
Er zijn 12 steden in de prefectuur Nara.
- Gojō
- Gose
- Ikoma
- Kashiba
- Kashihara
- Katsuragi
- Nara (hoofdstad)
- Sakurai
- Tenri
- Uda
- Yamatokōriyama
- Yamatotakada

### Gemeenten (郡 gun)
De gemeenten van Nara, ingedeeld naar district:
| District      | Gemeenten |
| ------------- | --- |
| Ikoma         | Ando - Heguri - Ikaruga - Sangō |
| Kitakatsuragi | Kanmaki - Kawai - Koryo - Oji |
| Shiki         | Kawanishi - Miyake - Tawaramoto |
| Takaichi      | Asuka - Takatori |
| Uda           | Mitsue - Soni |
| Yamabe        | Yamazoe |
| Yoshino       | Higashiyoshino - Kamikitayama - Kawakami - Kurotaki - Nosegawa - Oyodo - Shimoichi - Shimokitayama - Tenkawa - Totsukawa - Yoshino |

### Fusies
(situatie op 1 juli 2006) 
Zie ook: Gemeentelijke herindeling in Japan
- Op 1 oktober 2004 smolten de gemeenten Shinjo en Taima van het District Kitakatsuragi samen tot de nieuwe stad Katsuragi.

- Op 1 april 2005 werd de gemeente Tsuge van het District Yamabe en de gemeente Tsukigase van het District Soekami aangehecht bij de stad Nara. Het District Soekami verdween ten gevolge van deze fusie.

- Op 25 september 2005 werden de gemeenten Oto en Nishiyoshino van het District Yoshino aangehecht bij de stad Gojō.

- Op 1 januari 2006 fusioneerden de gemeenten Haibara, Ōuda, Utano en Murō van het district Uda samen tot de nieuwe stad Uda.

## Bezienswaardigheden
Er bevinden zich in de prefectuur verschillende monumenten die door de UNESCO als Werelderfgoed erkend zijn. Onder hen bevinden zich volgende Boeddhistische tempels :
- Horyu-ji
- Hokki-ji
- Todai-ji
- Kofuku-ji

## Geboren
- Kunie Kitamoto, 18 september 1981